# 舞-乙HiME
《舞-乙HiME》是由日本日昇動畫製作的動畫作品。雖然這是《舞-HiME》第二個系列，但本作發生在一個新的時空背景，除了角色相同以外，其餘皆不相同。 
動畫從2005年10月6日到2006年3月30日在東京電視台播放，共有26話。並於2006年11月24日陸續發售《舞-乙HiME》的OVA《舞-乙HiME Zwei》，本作的真正結局與所埋下的伏筆是在OVA中解釋清楚的。11月9日發售格鬥類的PS2遊戲《舞-乙HiME 乙女舞鬥史!!》。另外在2008年2月22日發售的舞-乙HiME 0～S.ifr～則是在述說本作主角亞里香的母親蕾娜以及五柱的故事。

## 作品介紹

### 舞-乙HiME
舞-乙HiME的舞台是以前地球人類移民的行星，以及當時發生的兩大戰爭（十二王戰爭與龍王戰爭）。
某夜，溫德布倫王國的風華宮被入侵，國王與王妃被殺害，服侍國王的乙HiME也失蹤了。
14年後，以徒步穿越沙漠的少女夢宮·亞里香，為了找尋從出生就馬上分離母親而到了溫德布倫王國，並帶著母親的信物「蒼天之青玉」來到了世界唯一培養乙HiME的學校加爾迪羅貝學園。
入境後，亞里香偶然遇見了加爾迪羅貝學園的預科生妮娜·王和溫德布倫王國的公主真白·布蘭·杜·溫德布倫，3人突然遭遇到黑團所操控的奴獸攻擊，亞里香身上的「蒼天之青玉」化解了危機。
亞里香想盡辦法入學，終於成為加爾迪羅貝學園的預科生，但過的生活非常苦，有一名匿名的援助著解決了亞里香學費的問題，在那之後她不小心與真白闖入了風華宮的地底，發現了古代的超級兵器「古風琴」，緊接著又被黑團的奴獸襲擊，所以真白不得不用「蒼天之青玉」與亞里香定下契約，後來以蒼天之青玉的力量打敗了奴獸。
後來亞里香潛入真祖所在的靈廟，知道了被藏在華麗的乙HiME歷史背面的黑暗，「作為戰爭兵器分成敵我被迫作戰了的「乙HiME」的話擾亂了，更發現被妮娜的養父薛凱·王吸引的心情，而亞里香也開始猶豫了，另一方面真白遇到了日邦國年輕的君主鴇羽巧海頭忠賴，被指出自己沒做到的事，一時放棄了作為女王的責任和義務，但因為想起與亞里香的約定，看是亞里香先成為最優秀的乙HiME，還是自己先成為讓大家幸福的女王。
然而阿爾泰公國與黑團進行著計畫，先讓羅繆勒斯和萊姆斯雙方掀起乙HiME之間的戰鬥，之後又在新風華宮落成儀式時將風華宮動了手腳，畢業紀念舞鬥進行時，黑團的總攻擊開始進行，結果溫德布倫王國和加爾迪羅貝學園都落到颯·戴·阿爾泰的手中，並將靜留·維奧拉俘虜，夏姬·克魯格不得已才逃出溫德布倫王國，逃跑的亞里香被她的好朋友愛爾斯汀·霍所持有的奴獸擋下，那時亞里香才知道原來那位匿名援助她的人是薛凱，妮娜的嫉妒之火頓時爆發，和失蹤已久的貴石「漆黑之金剛石」有了反應，和阿爾泰定下了契約，妮娜攻擊亞里香的時候，被愛爾斯汀擋下攻擊，但愛爾斯汀卻和她的奴獸一起消失了，亞里香無法容許殺了愛爾斯汀的妮娜，結果互相憎恨……

### 舞-乙HiME列傳
返回電視動畫大約100年的事。

## 用語

### 乙HiME（少女）
「乙Type Highly-advanced Materialising Equipment」（乙式高次物質化能力）
乙HiME是為王侯貴族或總統等特定的一人，出使、侍候、甚至護衛等各項事情全面協助，被全世界的少女憧憬的女性限定的精英職業。為了育成乙HiME，各國會提供獎學金，將自己國家的乙HiME候補生送到世上唯一的乙HiME專門學校「加爾迪羅貝學園」訓練學習。在容姿、智慧、武術等各方面都達到完美的學生，在畢業後便能取得舞星的資格。
本詞彙發音為Otome，同日文漢字「乙女」，即少女之意。

#### 加爾迪羅貝學園（Garderobe）
風花王國境內Bühne自治區的乙HiME專業培養學校。
入學資格
14歲至16歲的女生。
教育期間
2年（寄宿制）。珊瑚級（預科生）50名和珍珠級（本科生）25名。
入學標準
基本能力、容姿、可能性。
晉級條件
在畢業紀念舞鬥珊瑚的代表者，和排名前23名的人。
退學條件
每次考試二次連續最後一名的人。
學園年間儀式
中間審查
期中考試，確認作為乙HiME的知識、氣度等狀況，再依序排列名次的考試，也被稱為實地考試。
畢業紀念舞鬥
在珍珠生畢業之前進行的紀念儀式，在代表選拔會中選出珊瑚生代表兩名和珍珠生前兩名一起進行的二對二模仿戰鬥。
五柱之試
珍珠生在畢業前進行的五柱選定審查，真祖提名，並不是每年進行。

#### 乙HiME（少女）有關事物
三和弦（Triaster）
加爾迪羅貝學員中的珍珠乙HiME前三名所組成的學生自治團體，平時負責許多有關學生的工作，例如：指導學生、處理學生事務等。
舞星（Meister）
Master的拉丁文，日文，讀音同「MyStar」。是各方面都達到完美的乙HiME，在學園長或五柱的主持下，授與特定的GEM，並與元首訂下契約，正式成為Meister。
五柱（Five Columns）
傳說中的五位乙HiME，透過真祖所選出的乙HiME，主人皆為真祖「二三·姬野」，只要在「潔白無瑕金剛石」的認證系統正常下，即可不需認證而物質化。根據畢業前的儀式五柱之試，來選出五柱，並守護乙HiME的榮譽職位。現在的五柱有「莎菈·蓋拉格」、「夏姫·克魯格」、「靜留·薇歐娜」、「茱麗葉·奈緒·張」與「瑪雅·布萊絲」。
GEM
「Generable Enigmatic Matrix」又譯作「貴石」。
乙HiME全體戴上左耳上的穿孔耳環，為了用來控制體內納米機械的東西。戴上GEM可穿上舞鬥服，上面會顯示現在執行的命令。珊瑚的GEM都是相同的，能力也均等。MeisterGEM的設計、能力、屬性都不同，GEM的名字也變成了別人稱呼自己的稱號，同時通過主人手上的戒指將主人的生命連接，如果乙HiME受傷，主人也會跟著疼痛；如果乙HiME死亡，主人也會跟著死亡。要成為MeisterGEM的所有者，同時能被認可，必須加強自己的力量，那個力量如何，持有者也就如何。持有者的力量不足的情況，會成為不完全的舞鬥服和舞器，所以必須每天精進自己。MeisterGEM現在因為不可能製造，採用著各國一起決定的數量中世世代代被繼承的形式。納米機械被真祖製造，成為真祖必須以前是乙HiME，且生了孩子的女性才能製造GEM及納米機器。此外，GEM也可以做為通訊用。
納米機械（Nanomachine）
超極小尺寸的小型機器，在乙HiME的體內裡，用來從身體將舞器和舞鬥服物質化，以及提高肌肉力量、治癒力中等目的而被使用。裝了納米機械的女性，不能與男性發生性交涉，男性精子裡的某種成分會將納米機械溶解，變得無法再使用乙HiME的力量，而且體內會產生抗體，將永久不能裝上納米機械，所以跟男性的交際被禁止了。
物質化（Materialise）
藉由GEM來控制納米機械將舞器和舞鬥服具體化的過程。必須獲得主人的認證後才能進行。
舞鬥服（Robe）
經由認證產生的服裝，每位Meister乙HiME的舞鬥服都不同，學園同年級的學生都相同，但也有例外。
舞鬥（Butou）
從乙HiME戰鬥時的身姿，簡直向飛舞一樣而訂定的名詞。現在舞鬥作為形式被繼承，加爾迪羅貝學園會教導學習基礎的形式。
舞器（Element）
泛指乙HiME的武器。每個舞星的舞器都不相同，加爾迪羅貝學園的學生則全為一根棒子。
真祖（Shinso）
加爾迪羅貝的真祖
「真白之金剛石」，史上第一名的舞星「二三·姬野」，也是為十二王戰爭畫下休止符的傳說人物，長眠在加爾迪羅貝靈廟的「真祖之間」，「真白之金剛石」的擁有者，擔任著生產GEM的「母體」的角色，作為學園學生、教師們和五柱力量的泉源。
女武神部隊的真祖
蒼天之青玉，前風花王國國王的舞星「蕾娜·賽雅斯」。14年前，黑團利用「蕾娜·賽雅斯」的遺體改造女武神部隊，產出詛咒之黑曜石的GEM，與加爾迪羅貝所賦予的GEM有相同的能力，可控制擁有者的行動，可干擾舞星的舞鬥服。
真白之金剛石（Mashiro naru Kongōseki）／漆黑之金剛石（Ultimate Black Diamond）
真祖「二三·姬野」的GEM，本來是真白之金剛石，但當時真白之金剛石因絕望而被染黑成漆黑之金剛石。後來因不明原因被炎風持有，而與妮娜訂下契約。
詛咒之黑曜石（Obsidian of the Darkness）
在風華事變中黑團所創造出的石頭，可直接成為乙Hime，擁有可以與MeisterGEM相抗衡的力量，真祖是「蕾娜·塞亞斯」，後來因為亞里香破壞真祖而全數滅絕。
風花事變
從黑團發動利用偷偷改造風華宮發動攻擊開始，到古風琴被破壞，颯·戴·阿爾泰被捕為止。
引導星（Administar、Guiding Star）
在行星エアル上可看見月亮隔壁閃耀的藍色之星。當這顆星閃耀著紅色時，所有的乙HiME會脫離乙式的規定，即使得不到主人的認證也可穿上舞鬥服。
古風琴（Harmonium）
在溫德布盧姆王國的風華宮地底長眠，在十二王戰爭時備用來當作戰鬥的超強兵器，它能扭曲時間和空間。要啟動它必須具備歌、編織者與守護者的條件，歌指的是「星が奏でるものがたり」這首歌，而編織者指的是溫德布倫王國正統血統繼承者（本作指妮娜），守護者指的則是訂下契約的乙HiME。
奴隸領主（操獸者）
信奉知識與智慧之神，操縱奴獸（Slave）的人。奴獸和奴隸領主之間的關係就像是乙HiME和其主人一樣，只要奴獸受傷，奴隸領主也會受傷；奴獸死亡，奴獸領主也會死亡。
審議會
是由八個國家的代表加上Bühne自治區元首夏姫·克魯格所組成，商談關於加爾迪羅貝學園的營運和乙HiME之事的組織。（阿爾泰公國在風花事變後失去參加審議會的資格）
臨時許可
加爾迪羅貝學園並不能擅自介入他國事務，但是只要有審議會三名以上議員同意並發布「臨時許可」的話，可以允許加爾迪羅貝學園在他國進行較大範圍的動作。
虎捲人偶
詩帆·尤伊家族傳家之寶，可以用來進行「捲捲」（一種詛咒）。詩帆通常會帶著一本小冊子，只要有人惹到他，他就會記下來，然後在暗地裡用虎捲人偶的詛咒對付他。另外，這個虎捲人偶也可以用來解除詛咒。
後台（Backstage）
被加爾迪羅貝學員稱為「無恥的店」，利用乙HiME在任何國家都有極高的人氣，並且是大家憧憬對象的心理專門販賣乙HiME的周邊商品藉以賺取暴利的商店，甚至買賣學員的制服，像是亞里香的制服遺失被販賣的事件就發生在這家店。令人玩味的是，該店店名與「加爾迪羅貝」在德語中的意思相同，皆為後台的意思。

### 從屬有關事物
REM
「Reinforceing Enigmatic Matrix」

## 舞台設定

### 國家
風花王國（ヴィントブルーム王国）
周邊各國當中，殘留着地球時代的技術的「世界學問的中心」，是各國中擁有最高科技的國家。王家代代相傳的GEM為「孤高的紅翡翠」，但是因為前任乙Hime 萊娜的能力過於強大導致GEM壞掉，後來萊娜的母親送給萊娜「蒼天之青玉」，後來才成為風花的守護GEM，是女王所統治的國家。
Bühne自治區・加爾迪羅貝學園（ビューネ自治区・ガルデローベ学園）
風花王國境內，面積小、擁有自治權、以乙HiME養成機構「加爾迪羅貝學園」為中心所構成的獨立國家。
阿爾泰公國（アルタイ公国）
位於風花王國的北方，氣候寒冷、經濟貧乏，但卻是個巨大的軍事國家。國家元首為大公。
愛瑞斯共和國（エアリーズ共和国）
有整個星球上最強的經濟能力，行星上唯一一個不是實行（議會）君主制，而是實行共和制的經濟大國。
卡迪亞帝國（カルデア帝国）
與佛羅倫斯自古對立的國家，王家代代相傳的GEM為「瑰麗之縞瑪瑙」。
佛羅倫斯（フロリンス）
與卡爾迪亞帝國是死對頭。在見識到古風琴的力量之後，被阿爾泰公國脅迫締結了同盟條約。
羅繆勒斯同盟王國（ルーテシア連合王国）
羅繆勒斯和萊姆斯兩個國家組成的聯合王國，以前根據單一的王室被統治，雖說是聯合王國，關係並不良好。後來羅姆魯斯加入愛瑞斯共和國陣營，萊姆斯加入阿爾泰公國陣營。
安南（アンナン）
埃爾斯特·賀的母國。
日邦格（ジパング）
在東方邊境的國家，有着獨特的文化和技術，在風華事變時是提供愛瑞斯超級潛入沙軍艦航空母艦—珠洲城的建材，王家代代相傳的GEM為「炎綬之紅玉」。
羅薩傑聯邦（ロサージュ連邦）
100年前曾存在的並由西方諸國組成的聯邦國家。後世的許多西方國家都曾是加盟邦。
泰宇（タイユァン）
100年前曾存在的強盛東方大國。王都拉真也是世界上最繁榮的都城之一。

### 集團
黑谷（アスワド）
又譯阿斯華德（阿拉伯文的黑色），亦正亦邪的族群，自從十二王戰爭後就被稱為倒楣的人民，最主要的成員是由人工控制機械人的四人，黑谷提出古機械技術的復興，在各國進行科學技術的掠奪，其實那真正的目的是為了得到防止黑谷繼續蔓延世世代代的子孫患有的遺傳病需要的納米機械技術。
黑團（シュヴァルツ）
又譯舒瓦爾基（德語的黑色），神秘的邪惡團體，想要復興地球時代的科學技術，對隱藏技術的加爾迪羅貝學園和風花王國圖謀不軌，既奪取科學技術，也利用獨自的技術分析研究出了特殊的GEM，操控著巨大怪物奴獸（Slave）。收到黑信的團員必須執行信內的指示。黑團在風花事變後交由貓神山管理。
艾亞爾教團（エアル教団）
行星艾亞爾最古老的宗教組織，擁有教團直屬的乙HiME。

### 地域
黑谷（黒い谷）
廣場自治區（ガレリア自治区）
不屬於任何國家，邊境的自治區。

### 歷史
十二王戰爭（十二王戦争）
在行星エアル約300年前所發生的大規模戰爭，使用了強大的兵器古風琴，但最後史上第一名的舞星，二三·姬野為戰爭畫下了休止符。古風琴使當時許多國家滅亡了。
龍王戰爭（竜王戦争）
在行星エアル約50年前，各國利用乙HiME的力量開啟戰爭，當時加爾迪羅貝學園的學生瑪利亞·葛蕾斯伯是少數知道這個戰爭的乙HiME。此戰爭結束於移民曆281年，同時乙Hime蒙妮卡·Yuren也在該年逝世。

### 文化
乙HiME GRAPH
少女専門雜誌。

## 電視動畫

### 製作人員
- 企劃：日昇動畫
- 原作：矢立肇
- 監督：小原正和
- 系列構成・編劇：吉野弘幸
- 角色設計：久行宏和
- 生物設計：宮武一貴、阿久津潤一
- 客戶機械設計：大河広行
- 場景設計：青木智由紀
- 稱號標誌設計：鎌田誠
- 美術監督：高須賀真二
- 色彩設計：横山さよ子
- 攝影監督：末弘孝史
- 編集：関一彦
- 音樂：梶浦由記
- 音樂製作人：井上俊次
- 音樂製作：蘭提斯
- 音樂協作：日昇音樂出版、東京電視台音樂（日语：テレビ東京ミュージック）
- 音響監督：三間雅文
- 音響製作：テクノサウンド
- 製作人：古里尚丈、国崎久徳
- 製作：日昇動畫、萬代影視

### 主題曲
片頭曲
「Dream☆Wing」前期（1話～15話）
作詞、作曲、主唱：栗林美奈實
編曲：飯塚昌明
音樂製作：
「Crystal Energy」後期（16話～25話）
作詞、作曲、主唱：栗林美奈實
編曲：飯塚昌明
片尾曲
（1話～26話）
主唱：菊地美香&小清水亞美
作詞：畑亞貴
作曲：羽場仁志
編曲：大久保薫
插曲
（2話）
作詞：畑亜貴、作曲：梶浦由記、編曲：安瀬聖
主唱：レナ・セイヤース(CV:櫻井智）
（3、9話）
作詞：畑亜貴、作曲：梶浦由記、編曲：安瀬聖
主唱：アリカ・ユメミヤ(CV:菊地美香）
（4、22話）
作詞：畑亜貴、作曲：梶浦由記、編曲：安瀬聖
主唱：ニナ・ウォン(CV:小清水亜美）
（7、12話）
作詞：畑亜貴、作曲：梶浦由記、編曲：安瀬聖
主唱：マシロ・ブラン・ド・ヴィントブルーム(CV:ゆかな）
（14話）
作詞：畑亜貴、作曲：梶浦由記、編曲：安瀬聖
主唱：エルスティン・ホー(CV:栗林みな実）
（16話）
作詞：畑亜貴、作曲：梶浦由記、編曲：安瀬聖
主唱：アリカ・ユメミヤ(CV:菊地美香）&ニナ・ウォン(CV:小清水亜美）&エルスティン・ホー(CV:栗林みな実）
（24話）
作詞、作曲、主唱：栗林美奈實
編曲：大久保薫

### 各話標題
| 話數 | 中文標題                 | 日文標題 |
| ---- | ------------------------ | -------- |
| 1    | 夢之☆亞里香              |          |
| 2    | 穿梭在少女花園的疾風！？ |          |
| 3    | 首‧次‧經‧驗              |          |
| 4    | 火焰轉學生！             |          |
| 5    | 學園與制服與我           |          |
| 6    | 妮娜，被捲了…orz         |          |
| 7    | 蒼之舞／少女的契約       |          |
| 8    | 命運之軛                 |          |
| 9    | 海－泳裝＋遇難＝？       |          |
| 10   | 那是少女的一件大事       |          |
| 11   | 生日☆快樂                |          |
| 12   | 面具舞會？               |          |
| 13   | 在茜色的天空…            |          |
| 14   | 少女的S‧O‧S              |          |
| 15   | 亞里香，哭泣。           |          |
| 16   | 這是約定喔！             |          |
| 17   | 蒼之舞／思念，飄散之時   |          |
| 18   | White Out                |          |
| 19   | 宿命的17歲(^^;)          |          |
| 20   | 不要叫我妮依娜           |          |
| 21   | 白色公主，覺醒之時       |          |
| 22   | 破滅之歌                 |          |
| 23   | 神秘山谷的亞里香         |          |
| 24   | 為了你…。                |          |
| 25   | 蒼天的少女               |          |
| 26   | Dream☆Wing～夢想所在～   |          |

### 映像特典

#### DVD映像特典
DVD各卷收錄的映像特典短篇動畫。全9話。
| 話數 | 日文標題                                      | 中文標題                                     | 劇本     | 分鏡            | 演出     | 作畫監督 |
| ---- | --------------------------------------------- | -------------------------------------------- | -------- | --------------- | -------- | -------- |
| 1    | 幻の劇場版『風華大戦 舞-HiME THE MOVIE』予告  | 幻之劇場版「風華大戰 舞-HiME THE MOVIE」預告 | 吉野弘幸 | 小原正和        | 倉田綾子 | 倉田綾子 |
| 2    | This Week's Armitage                          | 送給全國的遙                                 | 吉野弘幸 | 倉田綾子        | 倉田綾子 | 倉田綾子 |
| 3    | ジュリエットの陰謀                            | 奈緒學姊的陰謀                               | 吉野弘幸 | 倉田綾子        | 倉田綾子 | 倉田綾子 |
| 4    | シホまきまきの巻                              | 詩帆卷卷的卷                                 | 吉野弘幸 | 織原真盃        | 織原真盃 | 榎本勝紀 |
| 5    | 茜色の空の彼方                                | 茜色的遙遠天空                               | 吉野弘幸 | 織原真盃        | 織原真盃 | 榎本勝紀 |
| 6    | 卒業写真 〜エルスティン・ホー最後の微笑み〜   | 畢業寫真～艾爾斯汀·霍ー最後的微笑～          | 吉野弘幸 | 須永司          | 宅野誠起 | 稲吉智重 |
| 7    | アスワドの村にて 〜ミドリと愉快な仲間達〜     | 阿斯瓦德村裏的～碧和愉快的伙伴們～           | 吉野弘幸 | 小原正和 須永司 | 宅野誠起 | 小渕陽介 |
| 8    | “炎綬の紅玉”の伝説 〜マイスター・マイの真実〜 | 炎綬之紅玉的傳說 〜舞衣的真相〜              | 吉野弘幸 | 須永司          | 宅野誠起 | 稲吉朝子 |
| 9    | 舞-乙HiME VS 舞-HiME                          | 舞-乙HiME VS 舞-HiME                         | 吉野弘幸 | 須永司          | 宅野誠起 | 久行宏和 |

#### 少女的祈禱
少女的祈禱（乙女の祈り）是2010年3月26日發售的Blu-ray Disc版「舞-乙HiME COMPLETE」映像特典中收錄約5分鐘完全新作的畫像戲劇。
- 劇本：吉野弘幸
- 分鏡：織原真盃
- 演出：石黒恭平
- 作畫監督：久行宏和

## 與前作舞-HiME的關係
儘管世界觀與前作《舞-HiME》完全不同，但是《舞-乙HiME》不僅僅是在人物設定上與其前作有著緊密的聯繫。
動畫版的《舞-乙HiME》則和動畫版的《舞-HiME》有著類似於平行世界的觀點，但在漫畫版中《舞-乙HiME》則是《舞-HiME》幾百年後的世界。
兩者在動畫中的故事和漫畫中的故事內容有很大的不同。深優在漫畫的兩部作品中均為同一人。動畫版中《舞-HiME》的故事完結後，她就一直守護著主人艾莉莎和她的後代（蕾娜、亞里香，特徵為頭髮會變成金黃色）。
在漫畫版中的《舞-乙HiME》真白是舞衣和楯的女兒。
此外，漫畫的兩部作品的世界觀在時間順序上是承接著的。《舞-乙HiME》的世界是在《舞-HiME》之後幾百年，人類已經衝出地球，向地球外擴展。
關於在兩部作品故事發生之間的空白期，請參見舞-HiME 命運的系統樹 修羅。

## 播放電視台
| 香港 有線電視娛樂台 星期日22:00-23:00節目     | 香港 有線電視娛樂台 星期日22:00-23:00節目                                     | 香港 有線電視娛樂台 星期日22:00-23:00節目 |
| --------------------------------------------- | ----------------------------------------------------------------------------- | ----------------------------------------- |
|                                               | 誘姬 II （2006年9月3日-12月3日）                                              |                                           |
| 頭文字D                                       | Bleach漂靈                                                                    |                                           |
| 香港 有線電視娛樂台 星期一至五17:30-18:00節目 |                                                                               |                                           |
| —                                             | 誘姬 II (重播) （2007年3月19日-5月7日） 2007年4月5、6、9日及5月1、4日暫停播映 | 天上天下 (重播)                           |
| 香港 有線電視第1台 星期一至五17:00-17:30節目  |                                                                               |                                           |
| 頭文字D                                       | 誘姬 II （2008年5月5日-5月9日）                                               | Bleach漂靈                                |

## 漫畫版
舞-乙HiME
| 冊數 | 秋田書店      | 秋田書店           | 長鴻出版社    | 長鴻出版社            |
| 冊數 | 發售日期      | ISBN               | 發售日期      | EAN                   |
| ---- | ------------- | ------------------ | ------------- | --------------------- |
| 1    | 2005年11月8日 | ISBN 4-25-321051-1 | 2008年6月23日 | ISBN 471-2805-82479-3 |
| 2    | 2006年1月10日 | ISBN 4-25-321052-X | 2008年7月17日 | ISBN 471-2805-82480-9 |
| 3    | 2006年4月7日  | ISBN 4-25-321053-8 | 2008年8月4日  | ISBN 471-2805-82560-8 |
| 4    | 2006年6月8日  | ISBN 4-25-321054-6 | 2008年8月21日 | ISBN 471-2805-82561-5 |
| 5    | 2006年8月8日  | ISBN 4-25-321055-4 | 2008年9月8日  | ISBN 471-2805-82691-9 |

## 外部連結
- http://www.my-zhime.net/ （页面存档备份，存于）
- http://www.tv-tokyo.co.jp/anime/maiotome/ （页面存档备份，存于）